# Chelipoda fuscicornis
Chelipoda fuscicornis är en tvåvingeart som beskrevs av Mario Bezzi 1912. Chelipoda fuscicornis ingår i släktet Chelipoda och familjen dansflugor.
Artens utbredningsområde är Taiwan. Inga underarter finns listade i Catalogue of Life.